# 短冠草䲁
短冠草䲁（學名：Clinus brevicristatus），為輻鰭魚綱䲁形目胎䲁科草䲁屬的一個種，分布於東南大西洋南非福爾斯灣至斯科恩馬克斯科普(Skoenmakerskop)海域，本魚身體略扁，頭短，眼後有淺橫向凹陷，吻部鈍，略尖，唇較薄，每隻眼睛的後上方都有一根突出且發育良好的觸鬚，由寬而扁平的柄和圓而扁平的尖端組成，末端有幾個簡單的分支，前鼻孔上突出的觸鬚細長、扁平、狹窄，邊緣略凹進，前3個背棘形成一個低脊，並透過一個深凹口與鰭的其餘部分分開，膜與第4個背棘的基部相連，所有背棘的尖端都有觸鬚，前棘各帶有一組4至6條短觸鬚，之後每條背棘有2-3條觸鬚，最靠後的背棘各有1條觸鬚，胸鰭圓形，尾柄短，尾鰭呈圓形，體色多變，底色通常為淺灰色或淡黃色，全身可能有大約七條不規則的條紋，這些條紋可以是各種深淺不一的綠色、棕色或深紅色，延伸至背鰭和臀鰭的邊緣，在這些條紋之間，有不規則的朱紅色到磚紅色的條紋，從背鰭基部開始，穿過側線，但未到達腹部邊緣，胸鰭至尾鰭基部側線下方有一排不規則的白色斑塊，眼下緣至鰓蓋緣有一不規則的白色帶，鰓蓋下方喉部有一白色斑塊，腹部呈銀色至白色，胸鰭基部呈深褐色，有白色斑塊，胸鰭和尾鰭呈半透明的淺綠黃色，沿著鰭條有成排的深色斑點，或有深褐色的細條紋，尾鰭基部有一小白斑，臀鰭深色橫帶間呈綠黃色，腹鰭呈淡綠黃色，有深色斑點或褐色條紋。頭部呈灰色、粉紅色或帶有斑駁的淺棕色，頭頂為黑色，眼睛的瞳孔為深色，虹膜顏色較淺，有幾條黃色和棕色的帶子向後和向下輻射，其餘部分為均勻的淺棕色，觸鬚呈淡黃色，背鰭硬棘33-36枚、背鰭軟條5-6枚、臀鰭硬棘2枚、臀鰭軟條22-25枚，體長可達12公分，棲息在海草生長茂密的淺水域，雌魚產附著性卵，雄魚會守護卵，幼魚為浮游性，生活習性不明。